# 第42回全国高等学校蹴球選手権大会
第42回全国高等学校サッカー選手権大会（だい42かいぜんこくこうとうがっこうサッカーせんしゅけんたいかい）は、1964年1月に行われた全国高等学校サッカー選手権大会。1964年1月8日に行われた決勝で藤枝東が大阪・明星を破り2回目の優勝を果たした。

## 出場校
- 函館有斗（北海道1）
- 岩見沢東（北海道2）
- 浦和市立（埼玉）
- 延岡向洋（宮崎）
- 甲府工（山梨）
- 山陽（広島）
- 勝山（岡山）
- 帝京（東京）
- 宇都宮学園（栃木）
- 熊本商（熊本）
- 明星（大阪）
- 五戸（青森）
- 新宮（和歌山）
- 高岡工芸（富山）
- 甲賀（滋賀）
- 徳島商（徳島）
- 藤枝東（静岡）
- 佐川（高知）
- 習志野（千葉）
- 神戸（兵庫）
- 上野（三重）
- 栄光学園（神奈川）
- 豊田西（愛知）
- 山城（京都）
- 中津南（大分）
- 松本県ヶ丘（長野）
- 西目農（秋田）
- 小野田工（山口）
- 宮城工（宮城）
- 松山商（愛媛）
- 大垣工（岐阜）
- 島原商（長崎）

## 試合結果

### 1回戦
- （埼玉）浦和市立3－1延岡向洋（宮崎）
- （山梨）甲府工2－1山陽（広島）
- （岡山）勝山1－0帝京（東京）
- （栃木）宇都宮学園4－1熊本商（熊本）
- （大阪）明星5－0五戸（青森）
- （北海道2）岩見沢東2－2新宮（和歌山）[2]
- （富山）高岡工芸1－0甲賀（滋賀）
- （徳島）徳島商3－0函館有斗（北海道1）
- （静岡）藤枝東2－1佐川（高知）
- （千葉）習志野2－1神戸（兵庫）
- （三重）上野1－0栄光学園（神奈川）
- （愛知）豊田西1－0山城（京都）
- （大分）中津南6－1松本県ヶ丘（長野）
- （秋田）西目農0－0小野田工（山口）[3]
- （宮城）宮城工4－0松山商（愛媛）
- （岐阜）大垣工2－1島原商（長崎）

### 2回戦
- （静岡）藤枝東2－1中津南（大分）
- （大阪）明星1－0甲府工（山梨）
- （埼玉）浦和市立2－0宇都宮学園（栃木）
- （秋田）西目農0－0習志野（千葉）[3]
- （宮城）宮城工4－0上野（三重）
- （富山）高岡工芸2－1岩見沢東（北海道2）
- （愛知）豊田西3－0大垣工（岐阜）
- （岡山）勝山1－1徳島商（徳島）[4]

### 準々決勝
- （埼玉）浦和市立3－0勝山（岡山）
- （静岡）藤枝東2－1西目農（秋田）
- （大阪）明星3－0高岡工芸（富山）
- （愛知）豊田西4－1宮城工（宮城）

### 準決勝
- （大阪）明星1－0浦和市立（埼玉）
- （静岡）藤枝東1－0豊田西（愛知）

### 決勝
- （静岡）藤枝東2－0明星（大阪）